# 워싱턴 대학교 경영대학
마이클 G. 포스터 경영대학(Michael G. Foster School of Business)은 워싱턴 대학교(University of Washington)에 있는 경영학 단과대학으로, 1917년에 설립되었다. 매년 2500명 정도의 신입/편입 학생들이 입학하며, 워싱턴대 내에서 가장 센 경쟁률을 가진 단과대학 중 하나이다. 학사과정을 포함해 각종 MBA, MS, PhD 프로그램을 통해 학위를 수여한다.

## 역사
과거에는 워싱턴대 경영대학 (UW School of Business)으로 불렸으나, 2007년 9월 7일부터 현재의 이름 (Michael G. Foster School of Business)을 사용하고 있다.

## 건물
워싱턴대 캠퍼스의 북쪽에 4개 건물 (PACCAR Hall, Dempsey Hall, Bank of America Executive Education Center, MacKenzie Hall)이 경영대 건물이다.

## 순위
2009년 Business Week는 워싱턴 대학교 경영대학 학부과정을 미국 전체 25로 꼽았다.